# Porte de ville (Hastingues)
La porte de ville de la commune d'Hastingues, dans le département français des Landes est inscrite aux monuments historiques par arrêté du 13 juin 1941.

## Présentation
Hastingues est une bastide fondée le 21 février 1289, pendant la présence anglaise en Aquitaine, par contrat de paréage entre le roi Édouard Ier d'Angleterre, duc d'Aquitaine, et les moines de l'abbaye d'Arthous. John Hastings, sénéchal de Gascogne, lui donne son nom. Située aux confins des Landes et du Labourd en Pays basque français, elle s'élève sur un éperon surplombant la vallée. 
La ville est fortifiée à partir de 1303. Le début de la construction de la porte de ville date des années 1307 - 1310. Sa fonction est de protéger l'artère principale du bourg. Ses murs sont en pierre calcaire appareillée et la partie supérieure est en moellons.
Son financement est assuré par les péages sur les marchandises transitant par les Gaves réunis. En 1310, les travaux n'étant pas terminés, les habitants adressent au roi Édouard II d'Angleterre une pétition demandant le renouvellement de ce péage, afin d'enclore la bastide d'un mur de pierres et de construire un pont sur l'Esté.
La porte est de forme rectangulaire, son passage est voûté en arc brisé et présente une feuillure pour la herse de fer. Le mur externe est percé de meurtrières. L'accès à l'étage se fait par un fragment du mur d'enceinte. Des restes de corbeaux ayant supporté les créneaux sont visibles au sommet. La couverture est faite de tuiles canal. Les gonds de la porte sont encore visibles. Cette porte a également joué le rôle de tour de guet ainsi qu'en témoignent les deux archères fendant la paroi au sud et une fenêtre au nord. Au premier étage subsiste une salle rectangulaire de 7,5 m sur 6 m qui abrite une prison au XIXe siècle.

## Galerie

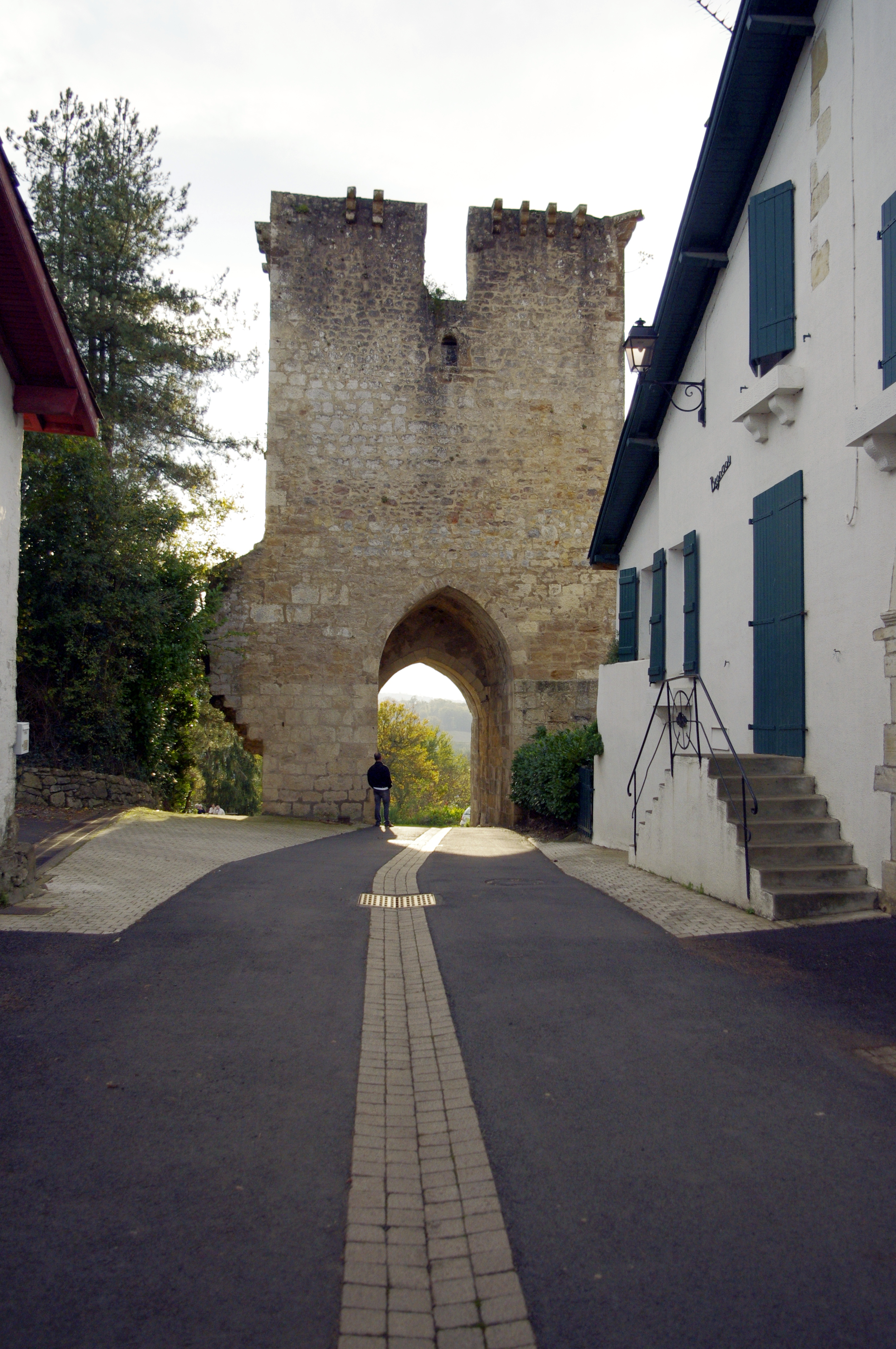
Vue de l'intérieur de la ville.
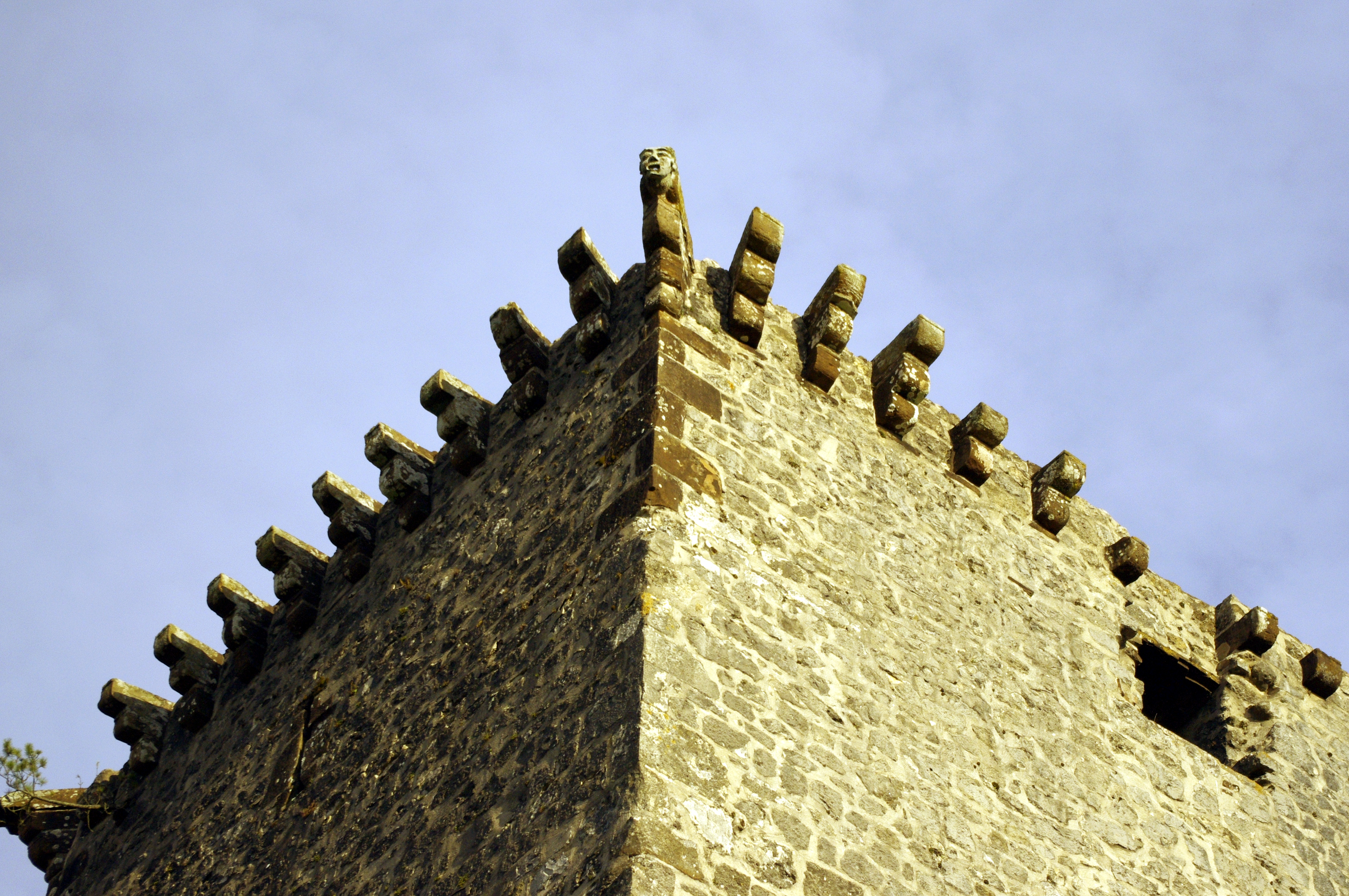
Corbeaux et gargouille.